# Тоременапаче (Павија)
Тоременапаче је насеље у Италији у округу Павија, региону Ломбардија.
Према процени из 2011. у насељу је живело 204 становника. Насеље се налази на надморској висини од 77 м.